# Selective availability
 (novembre 2023).
La disponibilité sélective ou S / A (de l'anglais Selective availability) est une fonctionnalité appliquée aux signaux des satellites GPS en orbite autour de la Terre afin de les masquer au grand public. Cette fonctionnalité, qui perturbait les récepteurs GPS, a été utilisée par le gouvernement américain pour des raisons affichées de défense nationale jusqu'au 1er mai 2000, date à laquelle Bill Clinton a annoncé que le gouvernement américain y renonçait.
Cette désactivation a permis d'augmenter la précision des récepteurs GPS d'un facteur allant jusqu'à 10.